# Back 'N The Day
Back 'N The Day es el tercer álbum recopilatorio de Dr. Dre de 1996.

## Lista de canciones
1. Funky Chicken - 3:58
2. Cabbage Patch - 4:14
3. World Class (remix) - 4:57
4. Gang Bang (remix) - 4:21
5. Turn off the Lights - 5:45
6. Horny Computer (remix) - 6:19
7. Sweat- 4:39
8. Housecalls - 4:32
9. Lovers - 7:12
10. Cabbage Patch - 4:28
11. World Class - 5:09
12. Gang Bang - 3:53
13. Horny Computer - 4:05
14. Housecalls - 5:22
15. Caché- 3:47

- Datos: Q4839037